# Red Bull Racing
Red Bull Racing, hiện đang thi đấu với tên gọi Oracle Red Bull Racing và còn được gọi đơn giản là Red Bull hoặc RBR, là một đội đua Công thức 1 của Áo và có trụ sở tại Vương quốc Liên hiệp Anh và Bắc Ireland. Cùng với Scuderia AlphaTauri, đội là một trong hai đội Công thức 1 thuộc sở hữu của tập đoàn Red Bull GmbH. Đội được quản lý bởi Christian Horner kể từ khi thành lập vào năm 2005.
Red Bull Racing kế thừa đội đua Jaguar Racing của Anh vào cuối năm 2004. Vào năm 2010, năm thứ sáu tồn tại, đội đã giành được cả chức vô địch thế giới hạng mục đội đua và vô địch thế giới hạng mục tay đua với Sebastian Vettel. Đội đã lặp lại thành công này vào các năm 2011, 2012 và 2013. Vào các năm 2021, 2022 và 2023, đội đã giành thêm ba chức vô địch thế giới hạng mục tay đua với Max Verstappen và hai chức vô địch thế giới hạng mục đội đua vào năm 2022 và 2023. Red Bull cũng sở hữu đội đua Công thức 1 Scuderia AlphaTauri của Ý (cho đến năm 2019: Toro Rosso, tiếng Ý có nghĩa là "Bò Đỏ"), kế thừa đội Minardi và được coi là đội trẻ của Red Bull. Sau khi hợp tác động cơ với Renault kéo dài hơn một thập kỷ, đội sử dụng động cơ Honda từ mùa giải 2019 trong khi đội chị em Toro Rosso/AlphaTauri đã sử dụng từ năm 2018. Kể từ mùa giải 2021, Max Verstappen và Sergio Pérez đua cho đội.

## Lịch sử

### Khởi nguồn
Red Bull Racing bắt nguồn từ đội đua Stewart Grand Prix xuất hiện lần đầu tiên tại Công thức 1 vào năm 1997. Jackie Stewart đã bán đội đua của mình cho Ford Motor Company vào cuối năm 1999 và Ford đã quyết định đổi tên đội thành Jaguar Racing với một ít chi phí.
Vào tháng 9 năm 2004, đội đua Jaguar Racing được rao bán khi Ford quyết định không còn có thể tạo ra một trường hợp kinh doanh hấp dẫn cho bất kỳ thương hiệu nào của mình cạnh tranh ở Công thức 1. Red Bull, một công ty nước uống năng lực, đã đồng ý mua Jaguar Racing vào ngày 15 tháng 11 năm 2004, ngày cuối cùng của cuộc mua bán. BBC Sport sau đó đã đưa tin rằng Ford đã yêu cầu các nhà thầu trả 1 đô la Mỹ tượng trưng để đổi lấy cam kết đầu tư 400 triệu đô la Mỹ vào đội trong vòng ba mùa giải Công thức 1. Ford tiếp tục có quyền truy cập vào việc phát triển động cơ Cosworth cho khung gầm năm 2005 của họ và đội vẫn tiếp tục hoạt động dưới tên gọi mới. Christian Horner được bổ nhiệm làm lãnh đội mới của đội và xếp David Coulthard và Christian Klien vào chỗ đua cho đội. Red Bull Racing đua với giấy phép đua xe của Anh từ năm 2005 đến năm 2006.
Red Bull Racing không phải là bước khởi đầu cho sự tham gia của Red Bull tại Công thức 1 vì Red Bull đã tài trợ cho đội đua Sauber từ năm 1995 đến 2004. Sau khi mua một đội Công thức 1 của riêng mình, Red Bull chấm dứt mối quan hệ hợp tác lâu dài với đội đua đến từ Thụy Sĩ. Red Bull cũng điều hành một chương trình đào tạo tay đua trẻ, Red Bull Junior Team, và qua đó, Red Bull tài trợ những tay đua trẻ đầy triển vọng. Những tay đua nổi tiếng đã nhận được sự tài trợ này bao gồm Enrique Bernoldi, Christian Klien, Patrick Friesacher, Vitantonio Liuzzi và Scott Speed. Red Bull còn tài trợ cho nhiều tay đua và đội đua thi đấu tại Công thức 2, giải đua "trung chuyển" cho Công thức 1.

### Giai đoạn sử dụng động cơ Cosworth (2005)
Sau khi Red Bull tiếp quản Jaguar Racing, David Coulthard được thuê làm tay đua chính đầu tiên cho mùa giải 2005 sau khi bị sa thải bới McLaren-Mercedes. Chỗ đua thứ hai được Christian Klien và Vitantonio Liuzzi luân phiên đảm nhiệm. Nhà cung cấp động cơ cho mùa giải 2005 của Red Bull Racing là Cosworth.
Tại chặng đua đầu tiên của đội ở Úc, Red Bull Racing đã ghi điểm sau khi David Coulthard về đích ở vị trí thứ tư và Christian Klien về đích ở vị trí thứ bảy. Cả hai tay đua cũng ghi điểm ở chặng đua thứ hai. Từ chặng đua thứ tư trở đi, Vitantonio Liuzzi tiếp quản chỗ đua thứ hai và đua cùng David Coulthard. Nhân dịp ra mắt Chiến tranh giữa các vì sao: Tập III – Sự báo thù của người Sith, chiếc xe đua Red Bull RB1 đã được thiết kế theo mô phỏng Star Wars tại Giải đua ô tô Công thức 1 Monaco diễn ra ở Trường đua Monaco và cả đội cũng được mặc trang phục từ Star Wars. Tuy nhiên, cả hai tay đua đều phải bỏ cuộc sớm. Từ Giải đua ô tô Công thức 1 Canada cho đến hết mùa giải, Christian Klien đảm nhận chỗ đua thứ hai. Liuzzi đã có thể ghi một điểm cho đội trong bốn cuộc đua mà anh tham gia. Giống như mọi đội đua được khác do Michelin hỗ trợ, Red Bull Racing cũng quyết định không tham dự Giải đua ô tô Công thức 1 Hoa Kỳ.
Sau khi mùa giải đầu tiên tại Công thức 1 của đội kết thúc, Red Bull Racing đứng thứ bảy trên bảng xếp hạng các đội đua với 34 điểm. Coulthard đứng thứ 12 trên bảng xếp hạng các tay đua với 24 điểm, Klien đứng thứ 15 với 9 điểm và Liuzzi đứng thứ 24 với 1 điểm.

## Thống kê thành tích

### Thống kê tổng thể
| Mùa giải  | Tên gọi/Biệt danh            | Xe đua                | Động cơ                  | Hãng lốp  | Tay đua                                           | Số chặng đua tham gia | Chiến thắng | Số lần lên bục trao giải | Vị trí pole | Vòng đua nhanh nhất | Tổng điểm | Vị trí trên BXH |
| --------- | ---------------------------- | --------------------- | ------------------------ | --------- | ------------------------------------------------- | --------------------- | ----------- | ------------------------ | ----------- | ------------------- | --------- | --------------- |
| 2005      | Red Bull Racing              | Red Bull RB1          | Cosworth 3.0 V10         | M         | David Coulthard Christian Klien Vitantonio Liuzzi | 18                    | 0           | 0                        | 0           | 0                   | 34        | 7               |
| 2006      | Red Bull Racing              | Red Bull RB2          | Ferrari 2.4 V8           | B         | David Coulthard Christian Klien Robert Doornbos   | 18                    | 0           | 1                        | 0           | 0                   | 16        | 7               |
| 2007      | Red Bull Racing              | Red Bull RB3          | Renault 2.4 V8           | B         | David Coulthard Mark Webber                       | 17                    | 0           | 1                        | 0           | 0                   | 24        | 5               |
| 2008      | Red Bull Racing              | Red Bull RB4          | Renault 2.4 V8           | B         | David Coulthard Mark Webber                       | 18                    | 0           | 1                        | 0           | 0                   | 29        | 7               |
| 2009      | Red Bull Racing              | Red Bull RB5/RB5B     | Renault 2.4 V8           | B         | Sebastian Vettel Mark Webber                      | 17                    | 6           | 16                       | 5           | 6                   | 153,5     | 2               |
| 2010      | Red Bull Racing              | Red Bull RB6          | Renault 2.4 V8           | B         | Sebastian Vettel Mark Webber                      | 19                    | 9           | 20                       | 15          | 6                   | 498       | 1               |
| 2011      | Red Bull Racing              | Red Bull RB7          | Renault 2.4 V8           | P         | Sebastian Vettel Mark Webber                      | 19                    | 12          | 27                       | 18          | 10                  | 650       | 1               |
| 2012      | Red Bull Racing              | Red Bull RB8          | Renault 2.4 V8           | P         | Sebastian Vettel Mark Webber                      | 20                    | 7           | 14                       | 8           | 7                   | 460       | 1               |
| 2013      | Infiniti Red Bull Racing     | Red Bull RB9          | Renault 2.4 V8           | P         | Sebastian Vettel Mark Webber                      | 19                    | 13          | 24                       | 11          | 12                  | 596       | 1               |
| 2014      | Infiniti Red Bull Racing     | Red Bull RB10         | Renault Energy F1 2014   | P         | Sebastian Vettel Daniel Ricciardo                 | 19                    | 3           | 12                       | 0           | 3                   | 405       | 2               |
| 2015      | Infiniti Red Bull Racing     | Red Bull RB11         | Renault Energy F1 2015   | P         | Daniel Ricciardo Daniil Kvyat                     | 19                    | 0           | 3                        | 0           | 3                   | 187       | 4               |
| 2016      | Red Bull Racing              | Red Bull RB12         | Renault TAG Heuer        | P         | Daniel Ricciardo Daniil Kvyat Max Verstappen      | 21                    | 2           | 16                       | 1           | 5                   | 468       | 2               |
| 2017      | Red Bull Racing              | Red Bull RB13         | Renault TAG Heuer        | P         | Daniel Ricciardo Max Verstappen                   | 20                    | 3           | 13                       | 0           | 2                   | 368       | 3               |
| 2018      | Aston Martin Red Bull Racing | Red Bull Racing RB14  | Renault TAG Heuer        | P         | Daniel Ricciardo Max Verstappen                   | 21                    | 4           | 13                       | 2           | 6                   | 419       | 3               |
| 2019      | Aston Martin Red Bull Racing | Red Bull Racing RB15  | Honda 1.6 V6 Hybrid      | P         | Pierre Gasly Alexander Albon Max Verstappen       | 21                    | 3           | 9                        | 2           | 5                   | 417       | 3               |
| 2020      | Aston Martin Red Bull Racing | Red Bull Racing RB16  | Honda 1.6 V6 Hybrid      | P         | Alexander Albon Max Verstappen                    | 17                    | 2           | 13                       | 1           | 3                   | 319       | 2               |
| 2021      | Red Bull Racing Honda        | Red Bull Racing RB16B | Honda 1.6 V6 Hybrid      | P         | Sergio Pérez Max Verstappen                       | 22                    | 11          | 23                       | 10          | 8                   | 585,5     | 2               |
| 2022      | Oracle Red Bull Racing       | Red Bull Racing RB18  | Honda RBPT 1.6 V6 Hybrid | P         | Max Verstappen Sergio Pérez                       | 22                    | 17          | 28                       | 8           | 8                   | 759       | 1               |
| 2023      | Oracle Red Bull Racing       | Red Bull Racing RB19  | Honda RBPT 1.6 V6 Hybrid | P         | Max Verstappen Sergio Pérez                       | 22                    | 21          | 30                       | 15          | 11                  | 860       | 1               |
| Tổng cộng | Tổng cộng                    | Tổng cộng             | Tổng cộng                | Tổng cộng | Tổng cộng                                         | 496                   | 113         | 264                      | 96          | 95                  | 7248      |                 |

### Tất cả các tay đua của Red Bull Racing tại Công thức 1
| Tay đua           | Những năm tham gia | Số chặng đua tham gia | Tổng điểm | Chiến thắng | Số lần lên bục trao giải | Vị trí pole | Vòng đua nhanh nhất | Vị trí tốt nhất trên BXH |
| ----------------- | ------------------ | --------------------- | --------- | ----------- | ------------------------ | ----------- | ------------------- | ------------------------ |
| Max Verstappen    | 2016–              | 185                   | 2586,5    | 54          | 99                       | 33          | 30                  | 1 (2021, 2022, 2023)     |
| Mark Webber       | 2007–2013          | 129                   | 978,5     | 9           | 41                       | 13          | 19                  | 3 (2010, 2011, 2013)     |
| Sebastian Vettel  | 2009–2014          | 113                   | 1577      | 38          | 63                       | 44          | 24                  | 1 (2010–2013)            |
| Daniel Ricciardo  | 2014–2018          | 100                   | 956       | 7           | 29                       | 3           | 13                  | 3 (2014, 2016)           |
| David Coulthard   | 2005–2008          | 71                    | 60        | 0           | 2                        | 0           | 0                   | 10 (2007)                |
| Sergio Pérez      | 2021–              | 66                    | 780       | 5           | 25                       | 0           | 0                   | 2 (2023)                 |
| Christian Klien   | 2005–2006          | 28                    | 11        | 0           | 0                        | 0           | 0                   | 15 (2005)                |
| Alexander Albon   | 2019–2020          | 26                    | 181       | 0           | 0                        | 0           | 0                   | 7 (2020)                 |
| Daniil Kvyat      | 2015–2016          | 21                    | 116       | 0           | 1                        | 0           | 0                   | 7 (2015)                 |
| Pierre Gasly      | 2019               | 12                    | 63        | 0           | 0                        | 0           | 2                   | 7 (2019)                 |
| Vitantonio Liuzzi | 2005               | 4                     | 1         | 0           | 0                        | 0           | 0                   | 24 (2005)                |
| Robert Doornbos   | 2006               | 3                     | 0         | 0           | 0                        | 0           | 0                   | 24 (2006)                |

### Thống kê kết quả chi tiết
| Mùa giải | Xe đua               | Động cơ                         | Hãng lốp | Tay đua           | 1   | 2    | 3   | 4      | 5   | 6   | 7   | 8    | 9      | 10     | 11     | 12  | 13  | 14     | 15  | 16  | 17     | 18   | 19   | 20  | 21  | 22  | 23 | Tổng điểm | Vị trí trong BXH |
| -------- | -------------------- | ------------------------------- | -------- | ----------------- | --- | ---- | --- | ------ | --- | --- | --- | ---- | ------ | ------ | ------ | --- | --- | ------ | --- | --- | ------ | ---- | ---- | --- | --- | --- | -- | --------- | ---------------- |
| 2005     | Red Bull RB1         | Cosworth 3.0 V10                | M        |                   | AUS | MAL  | BHR | SMR    | ESP | MON | EUR | CAN  | USA    | FRA    | GBR    | GER | HUN | TUR    | ITA | BEL | BRA    | JPN  | CHN  |     |     |     |    | 34        | 7                |
| 2005     | Red Bull RB1         | Cosworth 3.0 V10                | M        | David Coulthard   | 4   | 6    | 8   | 11     | 8   | Ret | 4   | 7    | DNS    | 10     | 13     | 7   | Ret | 7      | 15  | Ret | Ret    | 6    | 9    |     |     |     |    | 34        | 7                |
| 2005     | Red Bull RB1         | Cosworth 3.0 V10                | M        | Christian Klien   | 7   | 8    | DNS |        |     |     |     | 8    | DNS    | Ret    | 15     | 9   | Ret | 8      | 13  | 9   | 9      | 9    | 5    |     |     |     |    | 34        | 7                |
| 2005     | Red Bull RB1         | Cosworth 3.0 V10                | M        | Vitantonio Liuzzi |     |      |     | 8      | Ret | Ret | 9   |      |        |        |        |     |     |        |     |     |        |      |      |     |     |     |    | 34        | 7                |
| 2006     | Red Bull RB2         | Ferrari 2.4 V8                  | M        |                   | BHR | MAL  | AUS | SMR    | EUR | ESP | MON | GBR  | CAN    | USA    | FRA    | GER | HUN | TUR    | ITA | CHN | JPN    | BRA  |      |     |     |     |    | 16        | 7                |
| 2006     | Red Bull RB2         | Ferrari 2.4 V8                  | M        | David Coulthard   | 10  | Ret  | 8   | Ret    | Ret | 14  | 3   | 12   | 8      | 7      | 9      | 11  | 5   | 15†    | 12  | 9   | Ret    | Ret  |      |     |     |     |    | 16        | 7                |
| 2006     | Red Bull RB2         | Ferrari 2.4 V8                  | M        | Christian Klien   | 8   | Ret  | Ret | Ret    | Ret | 13  | Ret | 14   | 11     | Ret    | 12     | 8   | Ret | 11     | 11  |     |        |      |      |     |     |     |    | 16        | 7                |
| 2006     | Red Bull RB2         | Ferrari 2.4 V8                  | M        | Robert Doornbos   |     |      |     |        |     |     |     |      |        |        |        |     |     |        |     | 12  | 13     | 12   |      |     |     |     |    | 16        | 7                |
| 2007     | Red Bull RB3         | Renault RS27 2.4 V8             | B        |                   | AUS | MAL  | BHR | ESP    | MON | CAN | USA | FRA  | GBR    | EUR    | HUN    | TUR | ITA | BEL    | JPN | CHN | BRA    |      |      |     |     |     |    | 24        | 5                |
| 2007     | Red Bull RB3         | Renault RS27 2.4 V8             | B        | David Coulthard   | Ret | Ret  | Ret | 5      | 14  | Ret | Ret | 13   | 11     | 5      | 11     | 10  | Ret | Ret    | 4   | 8   | 9      |      |      |     |     |     |    | 24        | 5                |
| 2007     | Red Bull RB3         | Renault RS27 2.4 V8             | B        | Mark Webber       | 13  | 10   | Ret | Ret    | Ret | 9   | 7   | 12   | Ret    | 3      | 9      | Ret | 9   | 7      | Ret | 10  | Ret    |      |      |     |     |     |    | 24        | 5                |
| 2008     | Red Bull RB4         | Renault RS27 2.4 V8             | B        |                   | AUS | MAL  | BHR | ESP    | TUR | MON | CAN | FRA  | GBR    | GER    | HUN    | EUR | BEL | ITA    | SIN | JPN | CHN    | BRA  |      |     |     |     |    | 29        | 7                |
| 2008     | Red Bull RB4         | Renault RS27 2.4 V8             | B        | David Coulthard   | Ret | 9    | 18  | 12     | 9   | Ret | 3   | 9    | Ret    | 13     | 14     | 17  | 11  | 16     | 7   | Ret | 10     | Ret  |      |     |     |     |    | 29        | 7                |
| 2008     | Red Bull RB4         | Renault RS27 2.4 V8             | B        | Mark Webber       | Ret | 7    | 7   | 5      | 7   | 4   | 12  | 6    | 10     | Ret    | 9      | 12  | 8   | 8      | Ret | 8   | 14     | 9    |      |     |     |     |    | 29        | 7                |
| 2009     | RB5                  | Renault RS27 2.4 V8             | B        |                   | AUS | MAL  | CHN | BHR    | ESP | MON | TUR | GBR  | GER    | HUN    | EUR    | BEL | ITA | SIN    | JPN | BRA | ABU    |      |      |     |     |     |    | 153,5     | 2                |
| 2009     | RB5                  | Renault RS27 2.4 V8             | B        | Mark Webber       | 12  | 6‡   | 2   | 11     | 3   | 5   | 2   | 2    | 1P     | 3F     | 9      | 9   | Ret | Ret    | 17F | 1F  | 2      |      |      |     |     |     |    | 153,5     | 2                |
| 2009     | RB5                  | Renault RS27 2.4 V8             | B        | Sebastian Vettel  | 13† | 15†  | 1P  | 2      | 4   | Ret | 3P  | 1PF  | 2      | Ret    | Ret    | 3F  | 8   | 4      | 1P  | 4   | 1F     |      |      |     |     |     |    | 153,5     | 2                |
| 2010     | Red Bull RB6         | Renault RS27-2010 2.4 V8        | B        |                   | BHR | AUS  | MAL | CHN    | ESP | MON | TUR | CAN  | EUR    | GBR    | GER    | HUN | BEL | ITA    | SIN | JPN | KOR    | BRA  | ABU  |     |     |     |    | 498       | 1                |
| 2010     | Red Bull RB6         | Renault RS27-2010 2.4 V8        | B        | Sebastian Vettel  | 4P  | RetP | 1   | 6P     | 3   | 2F  | Ret | 4    | 1P     | 7P     | 3PF    | 3PF | 15  | 4      | 2   | 1P  | RetP   | 1    | 1P   |     |     |     |    | 498       | 1                |
| 2010     | Red Bull RB6         | Renault RS27-2010 2.4 V8        | B        | Mark Webber       | 8   | 9F   | 2PF | 8      | 1P  | 1P  | 3P  | 5    | Ret    | 1      | 6      | 1   | 2P  | 6      | 3   | 2F  | Ret    | 2    | 8    |     |     |     |    | 498       | 1                |
| 2011     | Red Bull RB7         | Renault RS27-2011 2.4 V8        | P        |                   | AUS | MAL  | CHN | TUR    | ESP | MON | CAN | EUR  | GBR    | GER    | HUN    | BEL | ITA | SIN    | JPN | KOR | IND    | ABU  | BRA  |     |     |     |    | 650       | 1                |
| 2011     | Red Bull RB7         | Renault RS27-2011 2.4 V8        | P        | Sebastian Vettel  | 1P  | 1P   | 2P  | 1P     | 1   | 1P  | 2P  | 1PF  | 2      | 4      | 2P     | 1P  | 1P  | 1P     | 3P  | 1F  | 1PF    | RetP | 2P   |     |     |     |    | 650       | 1                |
| 2011     | Red Bull RB7         | Renault RS27-2011 2.4 V8        | P        | Mark Webber       | 5   | 4F   | 3F  | 2F     | 4P  | 4F  | 3   | 3    | 3P     | 3P     | 5      | 2F  | Ret | 3      | 4   | 3   | 4      | 4F   | 1F   |     |     |     |    | 650       | 1                |
| 2012     | Red Bull RB8         | Renault RS27-2012 2.4 V8        | P        |                   | AUS | MAL  | CHN | BHR    | ESP | MON | CAN | EUR  | GBR    | GER    | HUN    | BEL | ITA | SIN    | JPN | KOR | IND    | ABU  | USA  | BRA |     |     |    | 460       | 1                |
| 2012     | Red Bull RB8         | Renault RS27-2012 2.4 V8        | P        | Sebastian Vettel  | 2   | 11   | 5   | 1PF    | 6   | 4   | 4PF | RetP | 3      | 5      | 4F     | 2   | 22† | 1      | 1PF | 1   | 1P     | 3F   | 2PF  | 6   |     |     |    | 460       | 1                |
| 2012     | Red Bull RB8         | Renault RS27-2012 2.4 V8        | P        | Mark Webber       | 4   | 4    | 4   | 4      | 11  | 1P  | 7   | 4    | 1      | 8      | 8      | 6   | 20† | 11     | 9   | 2PF | 3      | Ret  | Ret  | 4   |     |     |    | 460       | 1                |
| 2013     | Red Bull RB9         | Renault RS27-2013 2.4 V8        | P        |                   | AUS | MAL  | CHN | BHR    | ESP | MON | CAN | GBR  | GER    | HUN    | BEL    | ITA | SIN | KOR    | JPN | IND | ABU    | USA  | BRA  |     |     |     |    | 596       | 1                |
| 2013     | Red Bull RB9         | Renault RS27-2013 2.4 V8        | P        | Sebastian Vettel  | 3P  | 1P   | 4F  | 1F     | 4   | 2F  | 1P  | Ret  | 1      | 3      | 1F     | 1P  | 1PF | 1PF    | 1   | 1P  | 1      | 1PF  | 1P   |     |     |     |    | 596       | 1                |
| 2013     | Red Bull RB9         | Renault RS27-2013 2.4 V8        | P        | Mark Webber       | 6   | 2    | Ret | 7      | 5   | 3   | 4F  | 2F   | 7      | 4F     | 5      | 3   | 15† | Ret    | 2PF | Ret | 2P     | 3    | 2F   |     |     |     |    | 596       | 1                |
| 2014     | Red Bull RB10        | Renault Energy F1-2014 1.6 V6 t | P        |                   | AUS | MAL  | BHR | CHN    | ESP | MON | CAN | AUT  | GBR    | GER    | HUN    | BEL | ITA | SIN    | JPN | RUS | USA    | BRA  | ABU  |     |     |     |    | 405       | 2                |
| 2014     | Red Bull RB10        | Renault Energy F1-2014 1.6 V6 t | P        | Sebastian Vettel  | Ret | 3    | 6   | 5      | 4F  | Ret | 3   | Ret  | 5      | 4      | 7      | 5   | 6   | 2      | 3   | 8   | 7F     | 5    | 8    |     |     |     |    | 405       | 2                |
| 2014     | Red Bull RB10        | Renault Energy F1-2014 1.6 V6 t | P        | Daniel Ricciardo  | DSQ | Ret  | 4   | 4      | 3   | 3   | 1   | 8    | 3      | 6      | 1      | 1   | 5   | 3      | 4   | 7   | 3      | Ret  | 4F   |     |     |     |    | 405       | 2                |
| 2015     | Red Bull RB11        | Renault Energy F1-2015 1.6 V6 t | P        |                   | AUS | MAL  | CHN | BHR    | ESP | MON | CAN | AUT  | GBR    | HUN    | BEL    | ITA | SIN | JPN    | RUS | USA | MEX    | BRA  | ABU  |     |     |     |    | 187       | 4                |
| 2015     | Red Bull RB11        | Renault Energy F1-2015 1.6 V6 t | P        | Daniel Ricciardo  | 6   | 10   | 9   | 6      | 7   | 5F  | 13  | 10   | Ret    | 3F     | Ret    | 8   | 2F  | 15     | 15† | 10  | 5      | 11   | 6    |     |     |     |    | 187       | 4                |
| 2015     | Red Bull RB11        | Renault Energy F1-2015 1.6 V6 t | P        | Daniil Kvyat      | DNS | 9    | Ret | 9      | 10  | 4   | 9   | 12   | 6      | 2      | 4      | 10  | 6   | 13     | 5   | Ret | 4      | 7    | 10   |     |     |     |    | 187       | 4                |
| 2016     | Red Bull RB12        | TAG Heuer 1.6 V6 t              | P        |                   | AUS | BHR  | CHN | RUS    | ESP | MON | CAN | EUR  | AUT    | GBR    | HUN    | GER | BEL | ITA    | SIN | MAL | JPN    | USA  | MEX  | BRA | ABU |     |    | 468       | 2                |
| 2016     | Red Bull RB12        | TAG Heuer 1.6 V6 t              | P        | Daniel Ricciardo  | 4F  | 4    | 4   | 11     | 4   | 2P  | 7   | 7    | 5      | 4      | 3      | 2F  | 2   | 5      | 2F  | 1   | 6      | 3    | 3F   | 8   | 5   |     |    | 468       | 2                |
| 2016     | Red Bull RB12        | TAG Heuer 1.6 V6 t              | P        | Daniil Kvyat      | DNS | 7    | 3   | 15     |     |     |     |      |        |        |        |     |     |        |     |     |        |      |      |     |     |     |    | 468       | 2                |
| 2016     | Red Bull RB12        | TAG Heuer 1.6 V6 t              | P        | Max Verstappen    |     |      |     |        | 1   | Ret | 4   | 8    | 2      | 2      | 5      | 3   | 11  | 7      | 6   | 2   | 2      | Ret  | 4    | 3F  | 4   |     |    | 468       | 2                |
| 2017     | Red Bull RB13        | TAG Heuer 1.6 V6 t              | P        |                   | AUS | CHN  | BHR | RUS    | ESP | MON | CAN | AZE  | AUT    | GBR    | HUN    | BEL | ITA | SIN    | MAL | JPN | USA    | MEX  | BRA  | ABU |     |     |    | 368       | 3                |
| 2017     | Red Bull RB13        | TAG Heuer 1.6 V6 t              | P        | Daniel Ricciardo  | Ret | 4    | 5   | Ret    | 3   | 3   | 3   | 1    | 3      | 5      | Ret    | 3   | 4F  | 2      | 3   | 3   | Ret    | Ret  | 6    | Ret |     |     |    | 368       | 3                |
| 2017     | Red Bull RB13        | TAG Heuer 1.6 V6 t              | P        | Max Verstappen    | 5   | 3    | Ret | 5      | Ret | 5   | Ret | Ret  | Ret    | 4      | 5      | Ret | 10  | Ret    | 1   | 2   | 4      | 1    | 5F   | 5   |     |     |    | 368       | 3                |
| 2018     | Red Bull Racing RB14 | TAG Heuer 1.6 V6 t              | P        |                   | AUS | BHR  | CHN | AZE    | ESP | MON | CAN | FRA  | AUT    | GBR    | GER    | HUN | BEL | ITA    | SIN | RUS | JPN    | USA  | MEX  | BRA | ABU |     |    | 419       | 3                |
| 2018     | Red Bull Racing RB14 | TAG Heuer 1.6 V6 t              | P        | Daniel Ricciardo  | 4F  | Ret  | 1F  | Ret    | 5F  | 1P  | 4   | 4    | Ret    | 5      | Ret    | 4F  | Ret | Ret    | 6   | 6   | 4      | Ret  | RetP | 4   | 4   |     |    | 419       | 3                |
| 2018     | Red Bull Racing RB14 | TAG Heuer 1.6 V6 t              | P        | Max Verstappen    | 6   | Ret  | 5   | Ret    | 3   | 9F  | 3F  | 2    | 1      | 15†    | 4      | Ret | 3   | 5      | 2   | 5   | 3      | 2    | 1    | 2   | 3   |     |    | 419       | 3                |
| 2019     | Red Bull Racing RB15 | Honda RA619H 1.6 V6 t           | P        |                   | AUS | BHR  | CHN | AZE    | ESP | MON | CAN | FRA  | AUT    | GBR    | GER    | HUN | BEL | ITA    | SIN | RUS | JPN    | MEX  | USA  | BRA | ABU |     |    | 417       | 3                |
| 2019     | Red Bull Racing RB15 | Honda RA619H 1.6 V6 t           | P        | Pierre Gasly      | 11  | 8    | 6F  | Ret    | 6   | 5F  | 8   | 10   | 7      | 4      | 14†    | 6   |     |        |     |     |        |      |      |     |     |     |    | 417       | 3                |
| 2019     | Red Bull Racing RB15 | Honda RA619H 1.6 V6 t           | P        | Alexander Albon   |     |      |     |        |     |     |     |      |        |        |        |     | 5   | 6      | 6   | 5   | 4      | 5    | 5    | 14  | 6   |     |    | 417       | 3                |
| 2019     | Red Bull Racing RB15 | Honda RA619H 1.6 V6 t           | P        | Max Verstappen    | 3   | 4    | 4   | 4      | 3   | 4   | 5   | 4    | 1F     | 5      | 1F     | 2PF | Ret | 8      | 3   | 4   | Ret    | 6    | 3    | 1P  | 2   |     |    | 417       | 3                |
| 2020     | Red Bull Racing RB16 | Honda RA620H 1.6 V6 t           | P        |                   | AUT | STY  | HUN | GBR    | 70A | ESP | BEL | ITA  | TOS    | RUS    | EIF    | POR | EMI | TUR    | BHR | SKH | ABU    |      |      |     |     |     |    | 319       | 2                |
| 2020     | Red Bull Racing RB16 | Honda RA620H 1.6 V6 t           | P        | Alexander Albon   | 13  | 4    | 5   | 8      | 5   | 8   | 6   | 15   | 3      | 10     | Ret    | 12  | 15  | 7      | 3   | 6   | 4      |      |      |     |     |     |    | 319       | 2                |
| 2020     | Red Bull Racing RB16 | Honda RA620H 1.6 V6 t           | P        | Max Verstappen    | Ret | 3    | 2   | 2F     | 1   | 2   | 3   | Ret  | Ret    | 2      | 2F     | 3   | Ret | 6      | 2F  | Ret | 1P     |      |      |     |     |     |    | 319       | 2                |
| 2021     | Red Bull Racing RB16 | Honda RA621H 1.6 V6 t           | P        |                   | BHR | EMI  | POR | ESP    | MON | AZE | FRA | STY  | AUT    | GBR    | HUN    | BEL | NED | ITA    | RUS | TUR | USA    | MXC  | SAP  | QAT | SAU | ABU |    | 585,5     | 2                |
| 2021     | Red Bull Racing RB16 | Honda RA621H 1.6 V6 t           | P        | Sergio Pérez      | 5   | 11   | 4   | 5      | 4   | 1   | 3   | 4    | 6      | 16F    | Ret    | 19  | 8   | 5      | 9   | 3   | 3      | 3    | 4F   | 4   | Ret | 15  |    | 585,5     | 2                |
| 2021     | Red Bull Racing RB16 | Honda RA621H 1.6 V6 t           | P        | Max Verstappen    | 2P  | 1    | 2   | 2F     | 1   | 18F | 1PF | 1P   | 1PF    | Ret1 P | 9      | 1P  | 1P  | Ret2 P | 2   | 2   | 1P     | 1    | 2    | 2F  | 2   | 1PF |    | 585,5     | 2                |
| 2022     | Red Bull Racing RB18 | Red Bull RBPTH001 1.6 V6 t      | P        |                   | BHR | SAU  | AUS | EMI    | MIA | ESP | MON | AZE  | CAN    | GBR    | AUT    | FRA | HUN | BEL    | NED | ITA | SIN    | JPN  | USA  | MXC | SAP | ABU |    | 759       | 1                |
| 2022     | Red Bull Racing RB18 | Red Bull RBPTH001 1.6 V6 t      | P        | Max Verstappen    | 19  | 1    | Ret | 1P 1 F | 1F  | 1   | 3   | 1    | 1P     | 7      | 2P 1 F | 1   | 1   | 1F     | 1PF | 1   | 7      | 1P   | 1    | 1P  | 64  | 1P  |    | 759       | 1                |
| 2022     | Red Bull Racing RB18 | Red Bull RBPTH001 1.6 V6 t      | P        | Sergio Pérez      | 18  | 4P   | 2   | 23     | 4   | 2F  | 1   | 2F   | Ret    | 2      | Ret5   | 4   | 5   | 2      | 5   | 6F  | 1      | 2    | 4    | 3   | 75  | 3   |    | 759       | 1                |
| 2023     | Red Bull Racing RB19 | Honda RBPTH001 1.6 V6 t         | P        |                   | BHR | SAU  | AUS | AZE    | MIA | MON | ESP | CAN  | AUT    | GBR    | HUN    | BEL | NED | ITA    | SIN | JPN | QAT    | USA  | MXC  | SAP | LVG | ABU |    | 860       | 1                |
| 2023     | Red Bull Racing RB19 | Honda RBPTH001 1.6 V6 t         | P        | Max Verstappen    | 1P  | 2F   | 1P  | 23     | 1F  | 1P  | 1PF | 1P   | 1P 1 F | 1PF    | 1F     | 1   | 1P  | 1      | 5   | 1PF | 1P 2 F | 1    | 1    | 1P1 | 1   | 1P  |    | 860       | 1                |
| 2023     | Red Bull Racing RB19 | Honda RBPTH001 1.6 V6 t         | P        | Sergio Pérez      | 2   | 1P   | 5F  | 1      | 2P  | 16  | 4   | 6F   | 32     | 6      | 3      | 2   | 4   | 2      | 8   | Ret | 4      | 45   | Ret  | 43  | 3   | 4   |    | 860       | 1                |

Chú thích
- * – Mùa giải đang diễn ra.
- † – Tay đua không hoàn thành chặng đua nhưng được xếp hạng vi đã hoàn thành hơn 90% của cuộc đua.
- ‡ – Số điểm được chia làm nửa vì 75% của cuộc đua được hoàn thành.

Chú thích cho bảng trên
| Chú thích                | Chú thích                                |
| Màu                      | Ý nghĩa                                  |
| ------------------------ | ---------------------------------------- |
| Vàng                     | Chiến thắng                              |
| Bạc                      | Hạng 2                                   |
| Đồng                     | Hạng 3                                   |
| Xanh lá                  | Các vị trí ghi điểm khác                 |
| Xanh dương               | Được xếp hạng                            |
| Xanh dương               | Không xếp hạng, có hoàn thành (NC)       |
| Tím                      | Không xếp hạng, bỏ cuộc (Ret)            |
| Đỏ                       | Không phân hạng (DNQ)                    |
| Đen                      | Bị loại khỏi kết quả (DSQ)               |
| Trắng                    | Không xuất phát (DNS)                    |
| Trắng                    | Chặng đua bị hủy (C)                     |
|                          | Không đua thử (DNP)                      |
| Loại trừ (EX)            |                                          |
| Không đến (DNA)          |                                          |
| Rút lui (WD)             |                                          |
| Không tham gia (ô trống) |                                          |
| Ghi chú                  | Ý nghĩa                                  |
| P                        | Giành vị trí pole                        |
| Số mũ cao                | Vị trí giành điểm tại chặng đua nước rút |
| F                        | Vòng đua nhanh nhất                      |